# برنارد غوردون (فلاح)
برنارد غوردون (بالإنجليزية: Bernard Gordon)‏ هو فلاح أسترالي، ولد في 16 أغسطس 1891 في لاونسستون في أستراليا، وتوفي في 19 أكتوبر 1963 في Torquay, Queensland ‏ في أستراليا.